# Рикардо Зонта
Рикардо Зонта (на португалски: Ricardo Luiz Zonta) e бразилски автомобилен състезател, пилот от Формула 1. Тест пилот на Тойота.